# Leather Leone
Leather Leone, de son vrai nom Catherine Anne Leone, est une chanteuse américaine de heavy metal et hard rock.

## Biographie
Leather Leone commence à chanter au début des années 1980 à San Francisco et, avec le batteur Sandy Sledge, fonde Rude Girl, un groupe exclusivement féminin dont elle est la chanteuse. Rude Girl commence à donner quelques concerts de metal dans sa ville natale et partage la scène avec des groupes tels que Suicidal Tendencies et Megadeth. Un contrat d'enregistrement de sept ans leur est alors proposé par Columbia Records et, avec l'aide de Sandy Pearlman, alors producteur de Black Sabbath, ils se séparent avant l'enregistrement de leur premier album. Le groupe se reforme alors sous le nom de Malibu Barbi, et la chanteuse participe à l'enregistrement du single Rude Girls, sorti en 1987 sur un disque vinyle de 12 pouces contenant deux chansons.
Leather Leone devient rapidement le chanteur de Chastain, groupe formé en 1984 à la demande de Mike Varney, président de Shrapnel Records, dans l'intention de sortir un album solo de David Chastain. Varney avait remarqué les talents de shred de Chastain, guitariste du groupe CJSS de Cincinnati, et voulait en même temps créer un groupe pour la jeune chanteuse talentueuse de Rude Gir. Avec ce groupe, elle enregistre cinq albums en six ans, avec des musiciens qui collaborent plus tard avec Alice Cooper (Ken Mary), Cannibal Corpse (Pat O'Brien en tant que musicien de session) et King Diamond (David Harbour et John Luke Hebert sur House of God).
La chanteuse sort également un album solo sous le nom de Leather, publié par Roadrunner Records en 1989 sous le titre Shock Waves. C'est aussi le premier disque produit par le label de David Chastain, Leviathan Records, à être distribué dans le monde entier. Après une dernière tournée en 1991, Leather Leone disparaît de la scène musicale.
Après une longue absence, Leather Leone reprend la voix de Chastain et, en 2013, sort avec eux Surrender to No One. La même œuvre sort l'année suivante dans une version « uncut », tandis qu'en 2015 Leviathan Records sort le nouvel album du groupe intitulé We Bleed Metal. Malgré le retour du chanteur historique, Chastain ne fait pas de tournée pour soutenir les nouveaux albums.
Leather Leone réapparaît sur la scène metal en 2011, en formant le projet Sledge Leather avec Sandy Sledge à la batterie (tous deux ont fait partie de Rude Girl et Malibu Barbi) et Matthias Weisheit à la guitare. Avec eux, elle se produit en Allemagne au festival Keep It True et sort début 2012 l'album Imagine Me Alive.
En 2014, la chanteuse se produit en solo lors de quelques dates au Brésil et en 2016, elle fait de même aux États-Unis,.

## Discographie

### Malibu Barbi
- 1987 : Rude Girls (single)

### Chastain

#### Albums studio
- 1985 : Mystery of Illusion
- 1986 : Ruler of the Wasteland
- 1987 : The 7th of Never
- 1988 : The Voice of the Cult
- 1990 : For Those Who Dare
- 2013 : Surrender to No One
- 2015 : We Bleed Metal

#### Singles
- 2010 : The Reign of Leather

### Leather
- 1989 : Shock Waves
- 2018 : II
- 2022 : We Are The Chosen

### Sledge Leather
- 2012 : Imagine Me Alive

#### Clip
- 2012 : Alive 2011